# Kamberk
Kamberk (německy Kamberg, latinsky Camburg) je obec ležící v okrese Benešov ve Středočeském kraji u hranice Jihočeského kraje v tzv. Blanické brázdě, kterou protéká řeka Blanice. Nadmořská výška obce je 398 m. Obec se rozkládá asi 14 km jižně od města Vlašim. Žije zde 168 obyvatel. Ke konci života zde v č.p. 32 žil Lubomír Kostelka.

## Poloha
Okolí je kopcovité, částečně zalesněné, v obci je na řece Blanici rybník o rozloze 12 ha. V okolí jsou další dva rybníky obnovené počátkem devadesátých let 20. století. Nazývají se Podhorník a Kalač.
Ke Kamberku patří ještě dvě vesnice:
- Předbořice (404 metrů nad mořem). První písemná zmínka je z roku 1420. Název pochází pravděpodobně od místního označení „před borovým“ (lesem).
- Hrajovice (440 metrů nad mořem). První písemná zmínka je z roku 1420. Název pochází snad od osobního jména Hrajka nebo Hrejka, ves lidí Hrajových. Ve vesnici je na návsi starobylý kaštan.

V letech 1850–1899 k obci patřil i Lhýšov.

## Historie
Kamberk byl s největší pravděpodobností založen ve druhé polovině 13. století jako horní městečko nedaleko zdejších zlatých dolů. První písemná zpráva o osadě Karrenberg pochází z roku 1282. Prvním držitelem Kamberka byl Sezima z Landštejna, který Kamberk držel v letech 1261–1293. V roce 1337 byly zdejší doly zastaveny králem Janem Lucemburským zemskému hejtmanovi Petru z Rožmberka. Mezi lety 1396 až 1397 vlastnil obec hornický podnikatel, královský mincmistr a pražský měšťan Jan Rotlev.
Během středověku se majitelé Kamberka střídali. K významnějším patřil Albrecht Rendl z Úšavy, který vymohl městečku v roce 1512 právo pořádat výroční trhy. Od roku 1628 se stali majiteli Kamberka páni ze Schwendy a od roku 1700 pánové z Künburku.
Znakem Kamberka je zlaté šestipaprskové kolo na červeném štítě, který je lemován zlatým okrajem. Kamberk měl dvě pečetě: První pečeť má průměr 54 mm, v jejím středu je znamení kola se šesti paprsky. Druhá pečeť má průměr 32 mm a v jejím středu je rovněž znamení kola se šesti paprsky.
V letech 1949–1991 se obec jmenovala Zlaté Hory.

### Současnost
Obyvatelé se živí převážně zemědělstvím (velká farma a. s. Podblanicko), v obci jsou i drobné řemeslné provozovny, obchod a hospoda. V obci je k dispozici sportovní hřiště a stadion. Dále bychom v obci našli knihovnu, kostel a hřbitov.

### Územněsprávní začlenění
Dějiny územněsprávního začleňování zahrnují období od roku 1850 do současnosti. V chronologickém přehledu je uvedena územně administrativní příslušnost obce v roce, kdy ke změně došlo:
- 1850 země česká, kraj České Budějovice, politický okres Tábor, soudní okres Mladá Vožice[8]
- 1855 země česká, kraj Tábor, soudní okres Mladá Vožice
- 1868 země česká, politický okres Tábor, soudní okres Mladá Vožice
- 1939 země česká, Oberlandrat Tábor, politický okres Tábor, soudní okres Mladá Vožice[9]
- 1942 země česká, Oberlandrat České Budějovice, politický okres Tábor, soudní okres Mladá Vožice[10]
- 1945 země česká, správní okres Tábor, soudní okres Mladá Vožice[11]
- 1949 (Zlaté Hory) Pražský kraj, okres Benešov[12]
- 1960 Středočeský kraj, okres Benešov
- 2003 Středočeský kraj, okres Benešov, obec s rozšířenou působností Vlašim

### Rok 1932
V městysi Kamberk (620 obyvatel, poštovní úřad, telefonní úřad, telegrafní úřad, četnická stanice, katol. kostel) byly v roce 1932 evidovány tyto živnosti a obchody: 2 hostince, 2 koláři, 3 kováři, 2 krejčí, 2 mlýny, obuvník, pekař, 3 řezníci, rolník, 2 sedláři, 3 obchody se smíšeným zbožím,, Spořitelní a záložní spolek pro farní osadu Kamberskou, trafika, 2 truhláři, 2 zámečníci.

## Přírodní poměry
Jihovýchodně od vesnice leží přírodní památka Hadce u Hrnčíř.

## Pamětihodnosti
- Kostel sv. Martina poprvé doložený roku 1352. V roce 1720 se v místní kronice uvádí, že kostel vyhořel. Na jeho místě byl postaven jednolodní kostel, který stojí v obci dodnes.
- Bývalá tvrz, založená v polovině 13. století pány z Landštejna. Od 15. století je udávána jako zpustlá, posléze byla obnovena a stála až do roku 1785, kdy byla přestavěna na faru. Dodnes jsou zde patrné pozůstatky v zadním traktu objektu.
- Hřbitovní kaple
- Budova bývalé školy a budova kampeličky

V obci je také pomník padlým v období první světové války, most z dvacátých let 20. století a na silnici směrem k Mladé Vožici, a alej stoletých lip zasazených roku 1910 paní Růženou Zachařovou a jejími spolužačkami.

## Doprava
Dopravní síť
- Pozemní komunikace – Obcí prochází silnice II/125 Kolín – Vlašim – Kamberk – Mladá Vožice.
- Železnice – Železniční trať ani stanice na území obce nejsou.

Veřejná doprava 2012
- Autobusová doprava – V obci zastavovaly autobusové linky jedoucí např. do těchto cílů: Benešov, České Budějovice, Kolín, Louňovice pod Blaníkem, Praha, Mladá Vožice, Tábor, Vlašim.
- Cyklistika – Obcí vede cyklotrasa č. 1177 Tábor – Mladá Vožice – Kamberk – Louňovice pod Blaníkem.
- Pěší turistika – Obcí vedou turistické trasy: červeně značená trasa Benešov – Louňovice pod Blaníkem – Kamberk – Mladá Vožice a zeleně značená trasa Odlochovice – Roudný – Kamberk.

## Fotografie

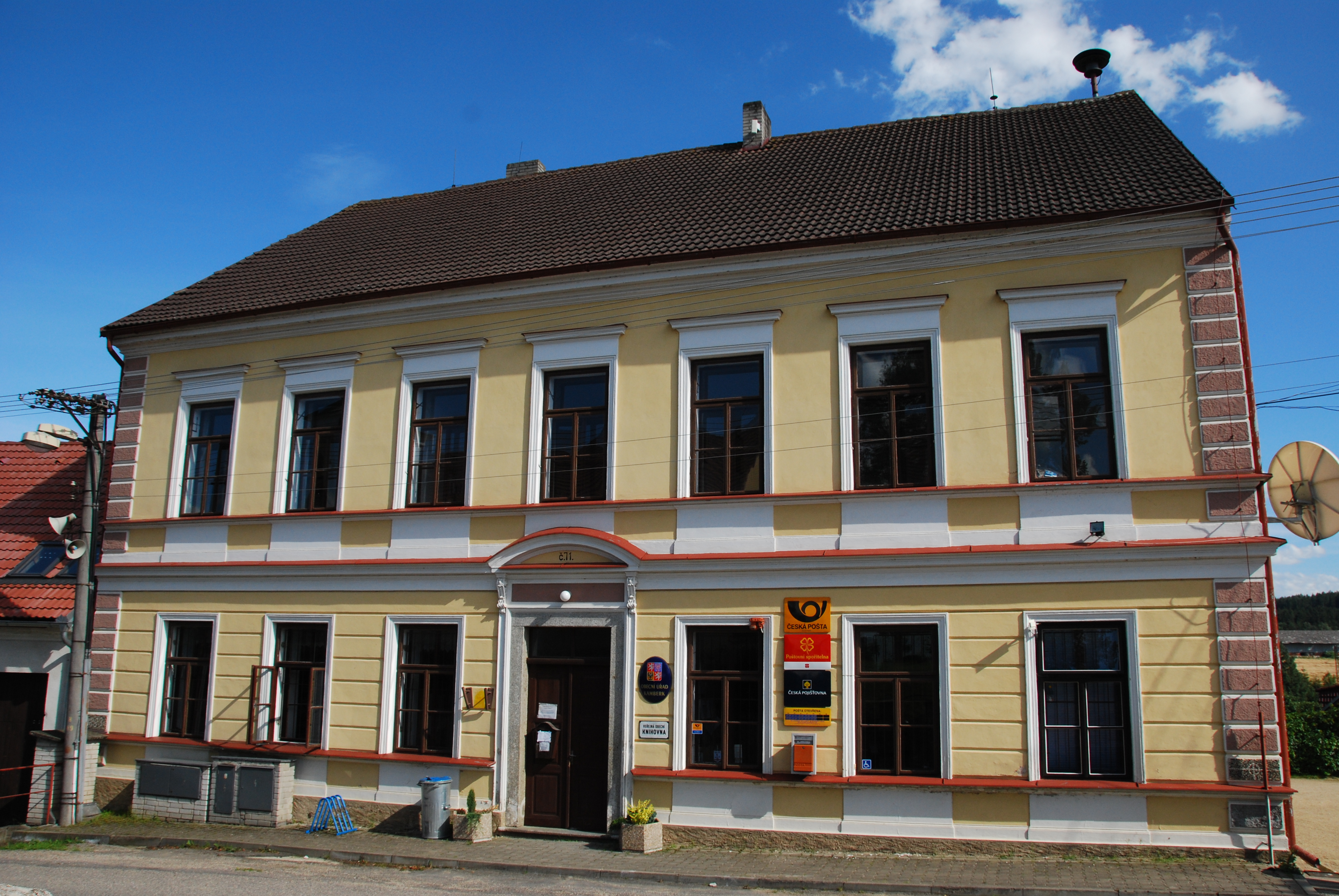
Budova bývalé školy
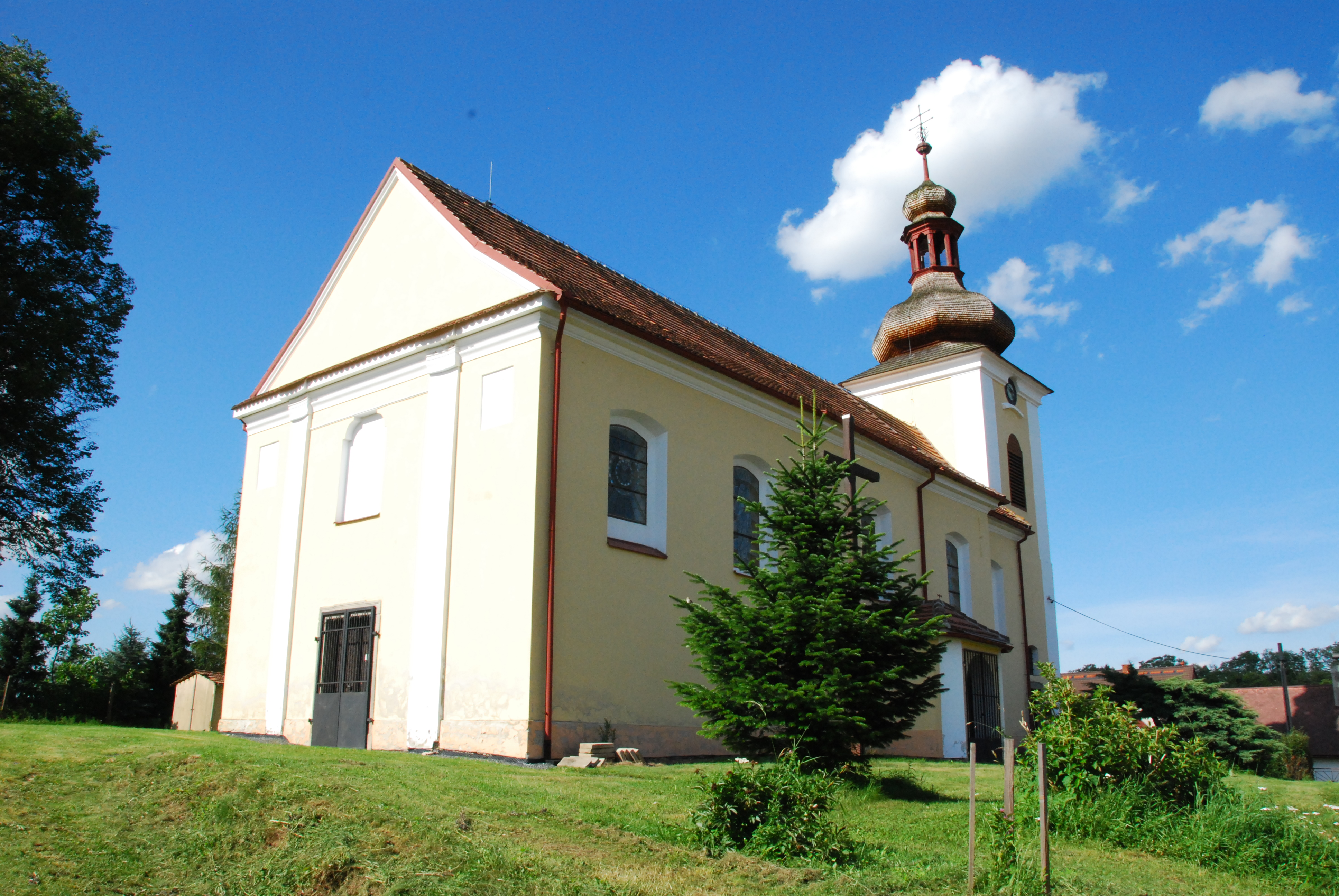
Kostel
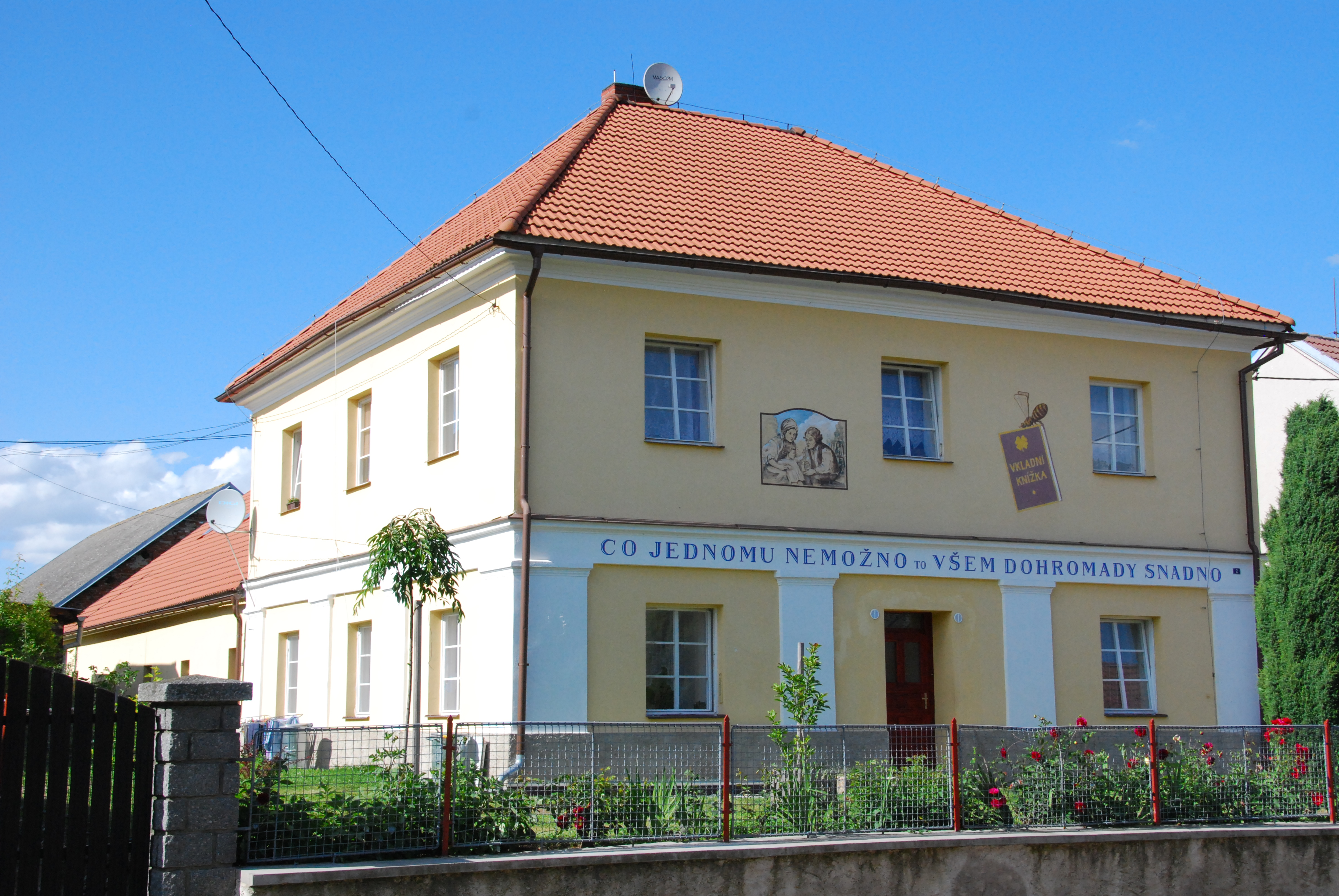
Budova staré kampeličky